# Betty White
Betty White   (Oak Park, 17 de gener de 1922 - Brentwood, 31 de desembre de 2021) fou una actriu i comediant estatunidenca, d'extensa carrera a Hollywood, coneguda internacionalment pel seu paper de Rose Nylund a l'exitosa comèdia de situació The Golden Girls (Las chicas de oro a Espanya). El 2013 va ser reconeguda pel Llibre Guinness dels rècords com l'actriu amb la carrera televisiva més llarga de la història: més de 80 anys en antena. White és considerada una pionera del món de la televisió: va ser de les primeres dones a produir un programa de televisió, la primera a protagonitzar la seva pròpia sitcom (Life with Elisabeth, 1953-1955) i la primera a presentar un programa en solitari. També va ser la primera persona a contractar una dona com a directora del seu programa.
Considerada una de les figures més importants de l'humor estatunidenc, dues de les sitcoms que la van fer famosa, The Mary Tyler Moore Show (1973-1977) i The Golden Girls (1985-1992), han estat incloses a la llista de The Writers Guild of America de les 101 sèries de televisió millor escrites de tots els temps.
Popularment coneguda com "la dama dels concursos", per la seva habitual participació en nombrosos concursos televisius, ha participat en programes com Boston Legal o Saturday Night Live i ha aparegut en pel·lícules com Tempesta sobre Washington (1962), Mandíbules (1999) o The Proposal (2009), entre moltes d'altres. També ha doblat pel·lícules d'animació com Toy Story 4 (2019), The Lorax (2012) o la versió anglesa de La Ponyo al penya-segat, una pel·lícula d'Hayao Miyazaki i l'Studio Ghibli del 2008.
White va estar nominada vint-i-cinc vegades als Premis Emmy i en va guanyar en vuit ocasions, inclòs el Premi Daytime Emmy a tota una trajectòria que se li concedí el 2015. Entre la llista innumerable de premis i reconeixements que té cal destacar-ne els tres Premis del Sindicat d'Actors de Cinema, un Premi Grammy i la seva estrella al Passeig de la Fama de Hollywood.

## Naixement i família
Betty Marion White va néixer a Oak Park, Illinois, el 17 de gener de 1922. Filla única de Christine Tess Curtis (nascuda Cachikis; 1899–1985), mestressa de casa, i d'Horace Logan White (1899–1963), executiu i enginyer elèctric. El seu avi patern era danès i el seu avi matern, grec; ambdues àvies eren canadenques amb arrels angleses i gal·leses.
Poc després de complir un any, la seva família es va mudar a l'Alhambra, Califòrnia i més tard, durant La Gran Depressió, a Los Angeles. Durant aquells temps de penúria, el pare es treia un sobresou construint i venent ràdios de galena.
White va estudiar a l'Horace Mann School de Beverly Hills i al Beverly Hills High School, graduant-se el 1939, el mateix any que va començar la seva carrera professional.
De molt jove, durant les vacances familiars a Sierra Nevada (EUA), ja es va palesar el seu notable interès per a la protecció de la natura. De fet, Withe hauria volgut ser guarda forestal, però va haver de renunciar-hi de jove perquè en aquella època no s'acceptaven dones per a exercir aquest ofici. D'adolescent, White va participar en diverses obres escolars i, en una ocasió, fins i tot es va encarregar de la dramatúrgia d'una de les peces. Així va descobrir el seu interès pel món de l'escriptura i de la interpretació i, finalment, seguint els seus ídols, Jeanette MacDonald i Nelson Eddy, va decidir emprendre una carrera com a actriu.

## Carrera professional

### Ràdio i inicis professionals (1939-1949)
Betty White va començar la seva carrera televisiva el 1939. Tres mesos després de graduar-se a l'institut, va participar amb una companya de classe en una representació especial de l'opereta La vídua alegre que fou retransmesa per un dels primers canals experimentals de Los Angeles. Poc després va començar a treballar com a model i va aconseguir la seva primera feina professional d'actriu al Bliss Hayden Little Theatre.
Malauradament, poc després de començar la seva carrera professional va esclatar la Segona Guerra Mundial. White va decidir deixar la seva carrera a un costat i presentar-se com a voluntària a l'American Women's Voluntary Services. Algunes de les feines que hi dugué a terme foren el transport de subministraments militars a través de Califòrnia i la participació en esdeveniments per acomiadar les tropes abans de ser enviades a l'estranger.
Després de la guerra, White va intentar treballar a diversos estudis cinematogràfics, però la rebutjaren al·legant que no era prou fotogènica. Així doncs, va decidir buscar feina a la ràdio, on l'aspecte fotogènic no importava. Més enllà d'anuncis i petits papers secundaris, Betty Withe va participar en programes com Blondie, The Great Gildersleeve o This is Your FBI, destacant-se com una notable cantant i comediant. Les seves aparicions van assolir tant d'èxit que, finalment, va aconseguir un programa propi anomenat The Betty White Show. A finals de la dècada de 1940, ja era una figura prou reconeguda i consolidada entre el públic i la crítica.

### Inicis televisius (Anys 50)
El 1949 Betty White va començar a aparèixer esporàdicament a la televisió, al programa de varietats d'Al Jarvis Hollywood on Television (1949-1953), que s'emetia diàriament a la cadena KLAC. El programa fou un èxit instantani, en part gràcies al do humorístic de White, que ràpidament es convertí en la seva copresentadora. El 1951 Betty Withe va rebre la seva primera nominació als Premis Emmy, dins la categoria de Millor Actriu, per la seva participació en aquest programa. De fet, aquella edició dels Emmy, la tercera de la seva història, fou la primera a incloure una categoria i un premi específics per a les dones que treballaven a la televisió.

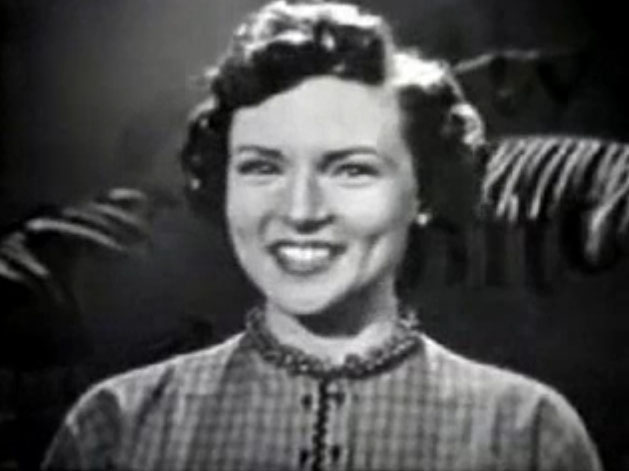
Betty White el 1954.

El programa Hollywood on Television, de cinc hores i mitja de durada, era emès en rigorós directe sis dies a la setmana i la parella de presentadors hi realitzaven diversos números còmics i esquetxos amb la col·laboració dels convidats a qui també entrevistaven. Entre les celebritats que hi van passar cal destacar-ne Sarah Vaughan, Peggy Lee i Nat King Cole. L'exigència del programa va fer que Al Jarvis l'abandonés el 1951; va ser substituït per l'actor Eddie Albert que, al cap de mig any, també marxaria. D'aquesta manera, Betty White va passar a presentar-lo en solitari el 1952, convertint-se en la primera dona a presentar un programa en solitari a la història de la televisió.
El mateix any White va cofundar la productora Bandy Produccions juntament amb el guionista George Tibbles i el productor Don Fedderson. La seva voluntat era crear nous programes a partir dels personatges que havien anat apareixent als esquetxos de Hollywood on Television, com per exemple el personatge d'Elizabeth que White havia interpretat en un esquetx titulat Life with Elizabeth. L'esquetx va arribar a tenir tant d'èxit que la mateixa KLAC els va demanar que l'adaptessin a un format de sitcom que pogués competir amb la sèrie més exitosa del moment: I love Lucy (protagonitzada per Lucille Ball i emesa entre 1951 i 1957). La nova sèrie, titulada com l'esquetx original, Life with Elizabeth, va començar les seves emissions el mateix 1952 i girava al voltant d'un matrimoni de classe baixa format per Elizabeth i Alvin, interpretat per Del Moore. Pel seu paper en aquesta sèire Betty White va guanyar un Emmy regional el 1952, el primer premi de la seva llarga trajectòria.
Com la majoria de programes de l'època, Life with Elizabeth s'emetia en directe, però entre 1953 i 1955 va ser gravada per kinescopi per a la seva posterior difusió nacional, ja que originalment, només podia ser sintonitzada a la zona de Los Angeles. Això va permetre una major difusió de la feina de White que, amb la seva productora, s'havia convertit en una de les poques dones de la televisió estatunidenca en tenir un control creatiu absolut dels seus programes, tant davant com darrere de les càmeres.

El 1954, White va produir i presentar el seu propi talk show The Betty White Show, per a la NBC (el segon programa amb aquest títol, després del seu antic programa de ràdio). Igual que a la seva sitcom, White en tenia el control creatiu absolut, fet que li va permetre contractar a una dona com a directora, la primera vegada que algú ho feia. El programa va afrontar dures crítiques pel fet d'haver contractat, com a col·laborador regular, l'artista afroamericà Arthur Duncan. Quan la NBC va emetre el programa a escala nacional algunes cadenes del sud dels EUA van intentar boicotejar-lo fins que Duncan no fos acomiadat. Com a resposta, White va decidir donar més espai a Duncan al seu programa i va tancar la disputa amb un "Ho sento, haureu d'acceptar-ho." Tot i l'èxit inicial, diversos canvis en l'horari d'emissió van fer davallar les audiències del programa ràpidament i la NBC va decidir cancel·lar-lo a finals d'any.

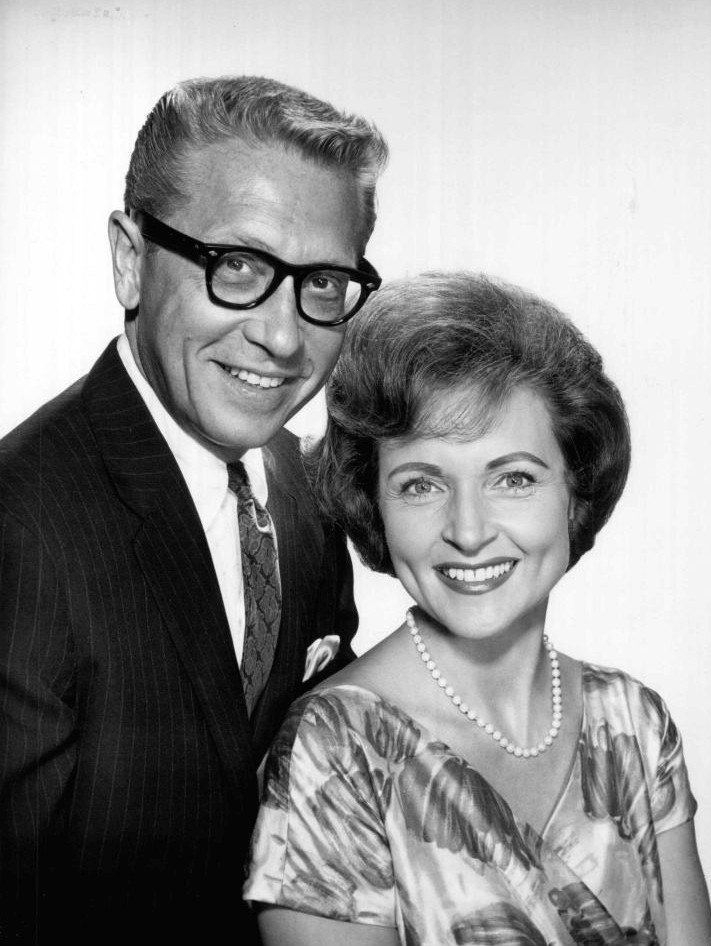
Betty White i Allen Ludden (1963).

Després d'acabar la sèire Life with Elizabeth el 1955, Betty White i la seva productora van crear la comèdia Date with the Angels (1957-1958), lleugerament basada en l'obra Dream Girl del dramaturg Elmer Rice, per a la cadena ABC. Malauradament la sèrie va rebre molt males audiències i crítiques i va tenir diversos problemes amb els patrocinadors, motiu pel qual només se'n va poder emetre una temporada. Tanmateix, ABC va voler que White i la seva productora complissin íntegrament el contracte d'emissió acordat i els exigí que omplissin com fos les tretze setmanes d'emissió que els restaven. White va decidir rellançar el seu programa d'entrevistes, The Betty White Show, reconvertit en un programa de varietats, que romangué en antena la resta de 1958, fins a acomplirel contracte amb ABC.

### Concursos i altres feines (anys 60 i 70)
Més enllà de la seva feina, Betty White va començar a interessar-se pels programes de concursos i començà a col·laborar-hi de forma assídua a partir dels anys 60. Del 1961 fins al 1975 va ser una de les convidades habituals del programa Password, un concurs presentat per Allen Ludden amb qui es va casar el 1963. La relació de Withe amb Ludden, a qui White sempre ha considerat "l'amor de la seva vida", va ser molt publicitada i sovint és citada com una de les parelles llegendàries de Hollywood.
Durant els anys 60 col·laborà moltíssim amb el seu marit, ambdós protagonitzaren diverses obres de teatre i White es convertí en una convidada habitual del seu programa. De fet, va arribar a aparèixer a les edicions posteriors del concurs, Password Plus, Super Password i Million Dollar Password, arribant a treballar fins amb cinc presentadors diferents (Allen Ludden, Bill Cullen, Tom Kennedy, Bert Convy i Regis Philbin). Altres concursos en els quals va participar foren What's My Line? (a partir de 1955), To Tell the Truth (el 1961 i a les edicions modernes de 1990 i 2015), I've Got a Secret (1972-1973), Match Game (1973–1982) i Pyramid (a partir de 1982). La majoria d'aquests concursos foren produïts originalment per a la CBS i, tant Password com Pyramid, els concursos on més va col·laborar Betty White, foren creats pel seu gran amic Bob Stewart.
El 1962 va debutar al cinema amb la pel·lícula Tempesta sobre Washington on encarnava a la senadora de Kansas Elizabeth Ames Adams.
Entre la dècada de 1950 i 1960, White va començar a presentar i comentar en directe, la Desfilada del Torneig de les Roses, per la NBC; una de les desfilades més populars i antigues dels Estats Units que remunta els seus orígens al 1890.

### Creixement professional (anys 70)

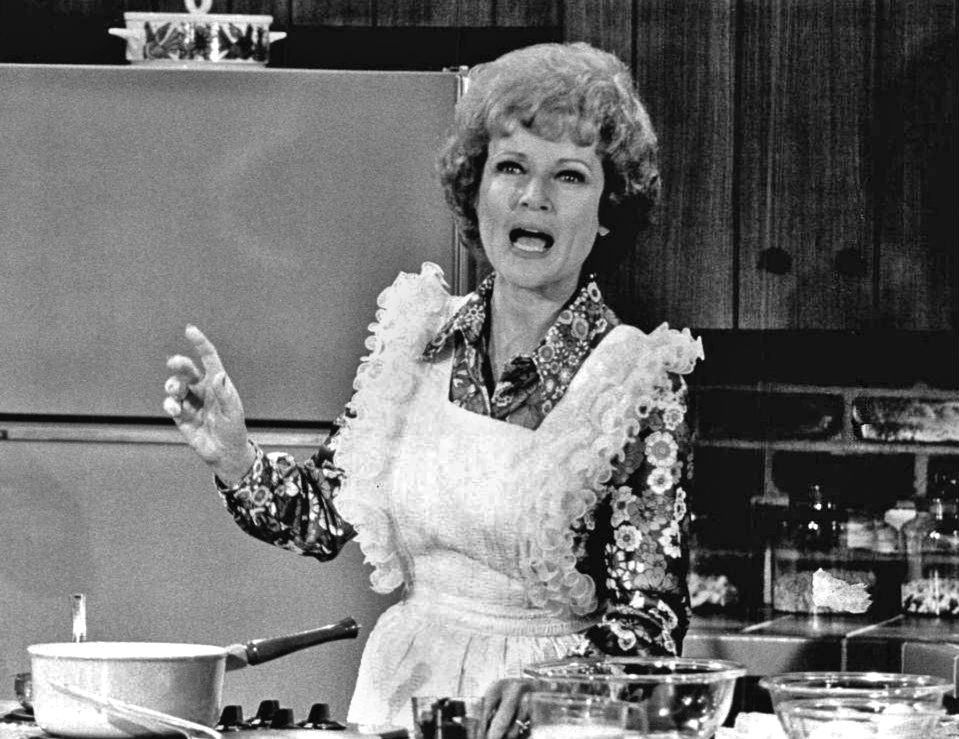
Betty White com a Sue Ann Nivens a The Mary Tyler Moore Show.

El 1971 White presentà el programa The Pet Set, un programa fet a mida pel seu interès en la defensa dels drets animals i de la preservació de la natura on es tractaven temes com l'ecologisme i la cura dels animals, malauradament, el programa només va estar en antena un any.
El 1973, després d'anys participant en concursos i presentant programes, White va reprendre la seva faceta d'actriu incorporant-se al repartiment de la quarta temporada de The Mary Tyler Moore Show. La sèrie, estrenada el 1970 i protagonitzada per l'actriu Mary Tyler Moore, durà fins al 1977 i es considera una de les més importants de la història de la televisió dels EUA. Àmpliament ben rebuda, tant pel públic com per la crítica, la sèrie fou reconeguda com a millor comèdia pels Premis Emmy en tres ocasions. Per la seva interpretació del paper de Sue Ann Nivens, Betty White va guanyar dos Emmy consecutius com a millor actriu de repartiment en una sèire de comèdia el 1975 i el 1976.

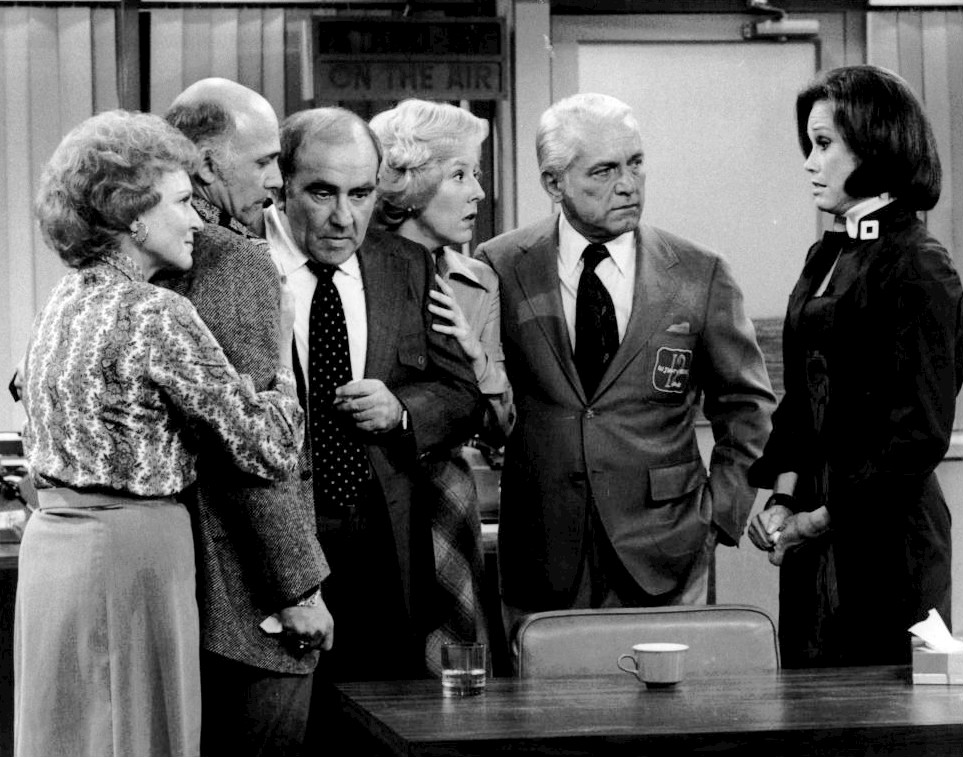
Una escena de l'episodi final de The Mary Tyler Moore Show (d'esquerra a dreta): Betty White, Gavin MacLeod, Ed Asner, Georgia Engel, Ted Cavaller i Mary Tyler Moore.

Tot i considerar el paper de Sue Ann Nivens com un dels més importants de la seva carrera, White ha descrit el personatge com un "caramel enverinat", assenyalant-lo com un clar exemple de la passivitat femenina ja que sentia que satiritzava la seva pròpia persona en escena.
Un gag recurrent de la sèrie consistia en la doble personalitat de la Sue Ann, agressiva, conspiradora, sensual i seductora en la vida privada, i alegre, confiada i casolana com a presentadora del seu programa de ficció. Quan pensaven en el càsting del personatge, la mateixa Tyler Moore va dir "Necessitem algú que pugui ser repugnantment dolç, com la Betty White".
El 1975 la NBC va decidir reemplaçar White com a presentadora i comentarista de la Desfilada del Torneig de les Roses, després de dinou anys fent-ho, al·legant que estava massa identificada amb la CBS, cadena rival, a causa de l'èxit de la sèrie The Mary Tyler Moore Show. En declaracions a la revista People, White va admetre que se li va fer difícil "veure algú altre presentant la meva desfilada". Poc després, la CBS li oferí presentar la Desfilada del Dia d'Acció de Gràcies de Macy's de Nova York, feina que realitzà durant deu anys.
En un intent de repetir-ne l'èxit, poc després del final de The Mary Tyler Moore Show el 1977, la CBS va oferir a White la possibilitat de crear una sitcom pròpia que la substituís. El resultat fou The Betty White Show, el quart programa amb aquest títol de la carrera de White, emès entre 1977 i 1978 i coportagonitzat per Gerogia Engel i John Hillerman. El programa, que va rebre crítiques mixtes, va tenir poca audiència, motiu pel qual va ser cancel·lat després de, només, catorze episodis.
Durant aquella època White també va col·laborar en diversos programes, com The Carol Burnett Show o The Tonight Show Starring Johnny Carson i, a principis de la dècada dels vuitanta, va començar a aparèixer, com a estrella convidada, en diversos telefilms i minisèries com Before and After (1979), The Gossip Columnist (1980), Stephanie (1981) o Eunice (1982).

### El Gran Boom dels 80

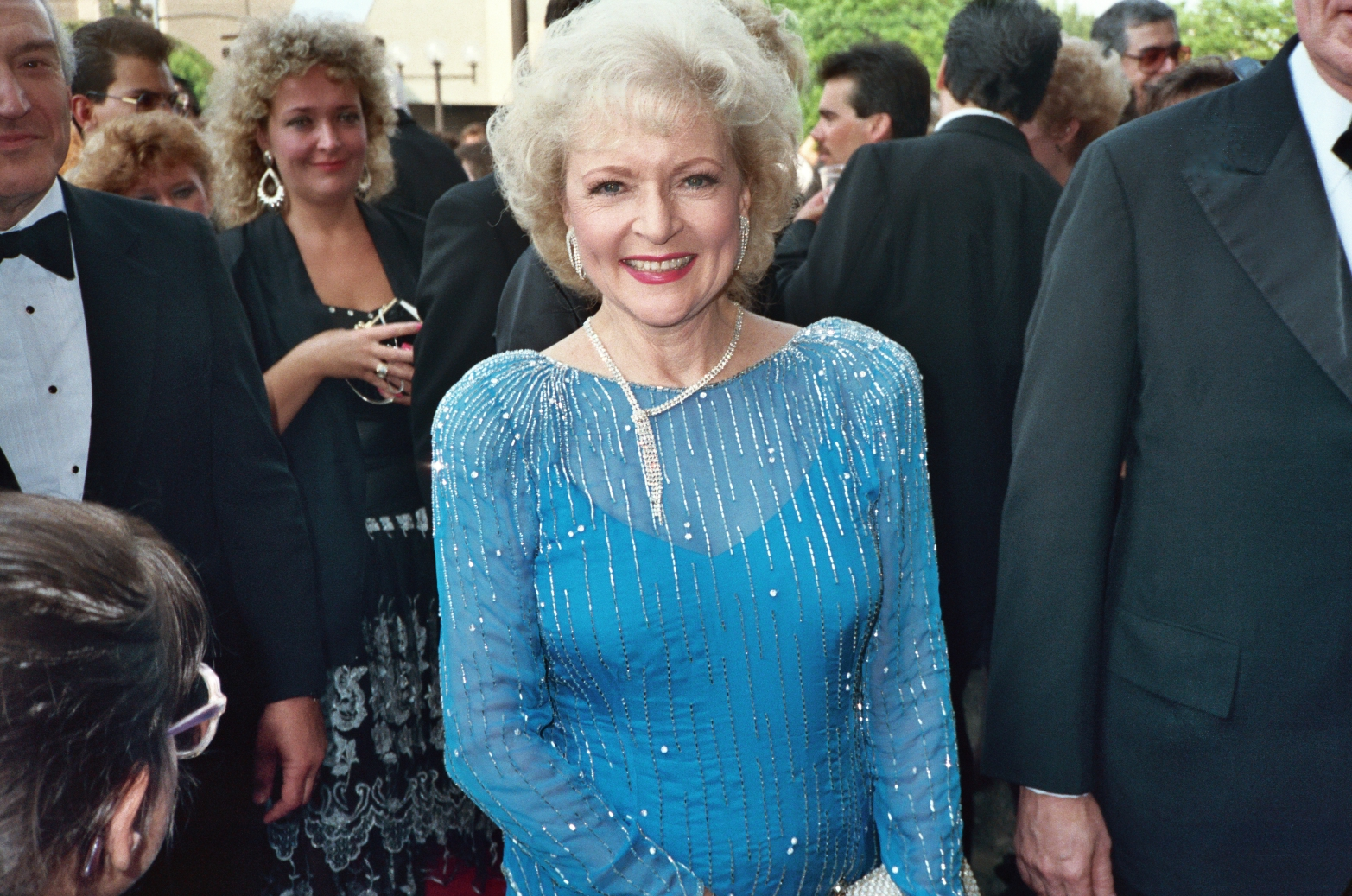
Betty White a la gala de lliurament dels Premis Emmy de 1988.

El 1983 Betty White es convertí en la primera dona a guanyar el Premi Emmy a Millor Presentadora de Concursos, amb el recentment estrenat Just Men!, un concurs propi emès per la NBC entre 1983 i 1984. Els mateixos anys, White va participar en la sèrie Mama's Family, juntament amb Rue McClanahan, futura companya de repartiment a The Golden Girls. La sèrie va néixer al caliu de diversos esquetxos de The Carol Burnett Show que ja propiciaren la creació del telefilm Eunice el 1982.
El 1985 White començaria a treballar en el que fou el paper més important de la seva carrera i el que li donaria fama i reconeixement internacional: Rose Nylund de The Golden Girls. Juntament amb Beatrice Arthur, Estelle Getty i Rue McClanahan, la sèrie narrava la història de quatre dones sense marit (vídues o divorciades) que compartien casa a Miami durant la seva maduresa o "anys daurats". The Golden Girls va ser un gran èxit de públic i de crítica i va estar en antena del 1985 al 1992. Betty White va guanyar un Emmy com a Millor Actriu d'una sèrie de comèdia per la seva primera temporada i, posteriorment, fou nominada cada any a la mateixa categoria mentre va dura la sèrie. Estelle Getty, una altra de les protagonistes de la sèrie, va viure una situació similar amb la categoria de Millor Actriu de Repartiment. White també fou nominada als Globus d'Or fins en quatre ocasions pel mateix paper, tot i que no guanyar-ne mai cap.
Originalment, es va oferir a White el paper de Blanche de The Gloden Girls i a Rue McClanahan el de Rose, ja que ambdós personatges eren semblants als que les actrius ja havien interpretat a The Mary Tyler Moore Show i Maude, respectivament. Tanmateix, tement que el públic les encasellés, i d'acord amb Jay Sandrich, director del pilot de la sèrie, van acordar intercanviar-se els papers. Al principi, White dubtà de la seva habilitat per a interpretar a Rose, fins que Susan Harris, creadora de la sèrie, li va dir que no la interpretés com una persona estúpida, sinó com a algú "ingenu i terriblement naïf, que sempre es creu la primera explicació sobre qualsevol cosa."

### Spin-off, cine i sèries (Anys 90 i 2000)
The Golden Girls va acabar el 1992 després que Beatrice Arthur anunciés la seva voluntat de deixar la sèrie. Betty White, Rue McClanahan i Estelle Getty continuaren amb els seus papers de Rose, Blanche i Sophia en un spin-off titulat The Gloden Palace que es va emetre, durant una sola temporada, entre el 1992 i el 1993. Els anys següents, Susan Harris, creadora de la sèrie original, va fer diversos spin-off més de The Golden Girls per a la NBC, com ara Empty Nest (1988-1995) o Nurses (1991-1994), en les quals Betty White reaparegué, ocasionalment, amb el seu paper de Rose Nylund.

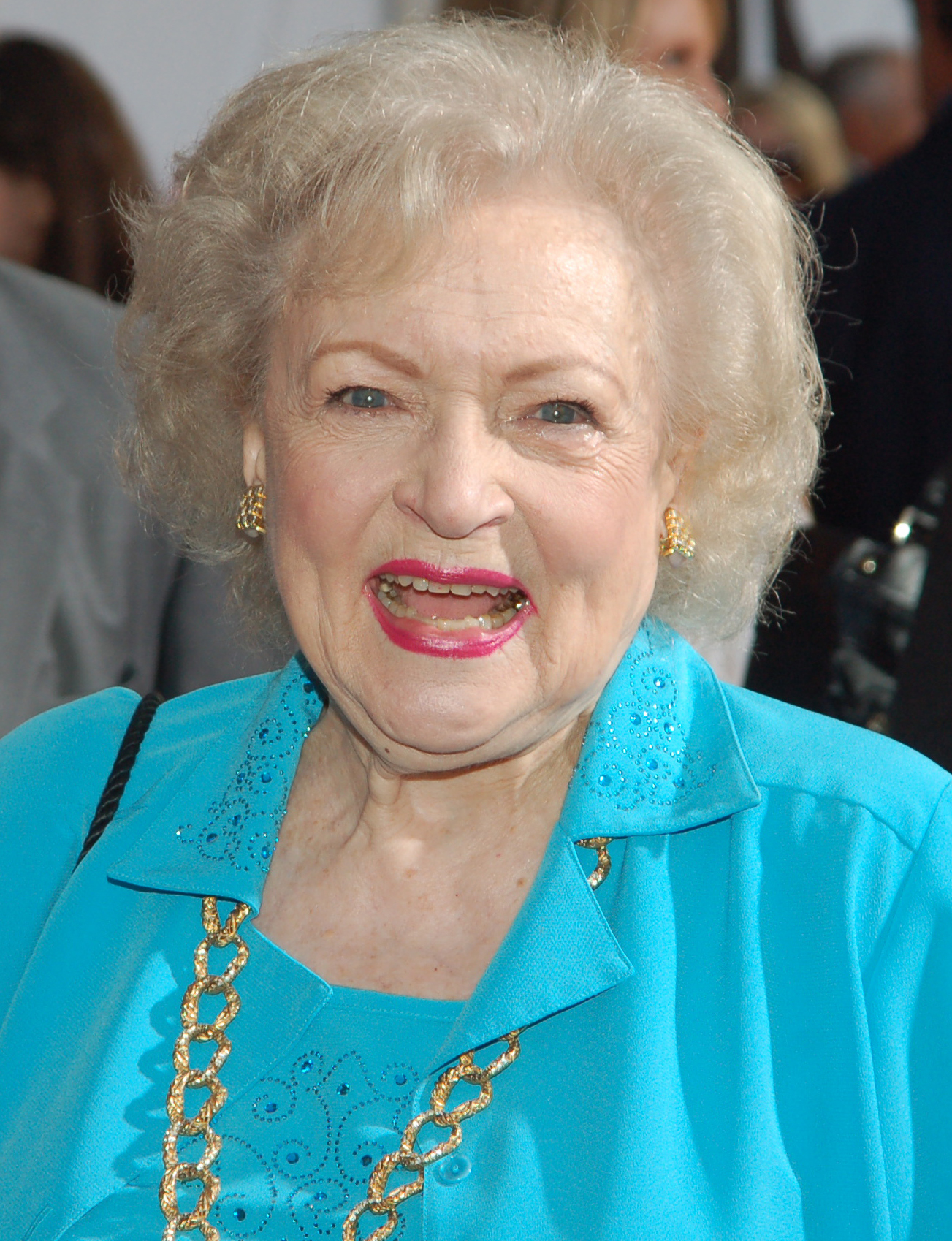
Betty White a l'estrena de The Proposal el juny de 2009.

El 1998 White va tornar al cine amb un petit paper a la pel·lícula d'acció Hard Rain que fou un fracàs comercial absolut. També participà en el rodatge d'una seqüela de la pel·lícula de Daniel, el trapella (Daniel el trapella hi torna) que s'estrenà directament en vídeo.
El 1999 aparegué al drama romàntic La nostra història, protagonitzat per Bruce Willis i Michelle Pfeiffer, dirigit per Rob Reiner, i a la pel·lícula de suspens Mandíbules dirigida per Steve Miner.
Durant la primera dècada dels 2000 Betty White es mantingué força activa participant en projectes molt variats: des de doblar-se a si mateixa a Els Simpsons, en un episodi de l'onzena temporada, fins a participar en la sitcom d'Ellen DeGeneres The Ellen Show, emesa per la CBS entre el 2001 i el 2002, abans que la presentadora creés el seu exitós programa The Ellen DeGeneres Show.
També realitzà petits papers cinematogràfics en pel·lícules d'escassa repercussió com Bringing Down the House (2003), protagonitzada per Steve Martin i Queen Latifah o The Third Wish (2005), dirigida per Shelley Jensen. El 2009 va actuar amb Sandra Bullock i Ryan Reynolds a la comèdia romàntica The Proposal que fou un gran èxit comercial i de crítica.
Durant tots aquests anys, Betty White també va participar en nombrosos programes de televisió com a estrella convidada, rebent diverses nominacions als Emmy per a les seves aparicions. El 1996 va gunyar l'Emmy a Millor Actriu Convidada en una sèrie de comèdia per la seva aparició a The John Larroquette Show fent una paròdia de Sunset Bulevard juntament amb les seves antigues companyes de The Golden Girls, Rue McClanahan i Estelle Getty. Les seves aparicions a Suddenly Susan el 1996, Yes, Dear el 2002, The Practice el 2004 i My Name Is Earl el 2009, li van valdre noves nominacions als Emmy com a Millor Actriu Convidada.
Altres sèries en les quals va participar durant aquests anys foren: That '70s Show (4 episodis entre el 2002 i el 2003), Malcolm in the Middle (1 episodi el 2004), Joey (1 episodi el 2005), Boston Legal (16 episodis del 2005 al 2008) i The Bold and the Beautiful (22 episodis entre el 2006 i el 2009), entre moltes altres.

### Darrers èxits i homenatges (2010-2021)
El 2009 l'empresa de dolços Mars, Incorporated llançà una campanya mundial per promocionar la seva barra de xocolata Snickers que culminà a principis del 2010 amb un anunci durant la Super Bowl protagonitzat per Betty White i Abe Vigoda. L'èxit de l'anunci de la Super Bowl va propiciar que s'endegués una campanya a Facebook demanant que Betty White presentés un dels episodis del reconegut programa Saturday Night Live. Ja s'havien registrat prop de mig milió de sol·licituds quan la cadena NBC va confirmar, el març del 2010, que White presentaria l'episodi del 8 de maig d'aquell mateix any. La seva aparició, amb 88 anys, va rebre un gran índex d'audiència i nombroses bones crítiques. D'aquesta manera, White es convertí en la persona més gran que mai havia presentat el programa i guanyà, de nou, un Emmy a la Millor Actriu Convidada. Fou el setè Emmy de la seva carrera.
El juny del 2010 White va tornar a protagonitzar una sèrie de televisió, Hot in Cleveland (Póquer de reinas a Espanya), produïda per la cadena TV Land. Tot i que al principi es pretenia que White només aparegués en el capítol pilot, al final se li va demanar si voldria participar en tota la sèrie que finalitzà el 2015 després de sis temporades i 128 episodis. Pel seu treball en aquesta sèrie va guanyar un Premi del Sindicat d'Actors a Millor Actriu de Comèdia de Televisió el 2011 i va ser nominada als Emmy dins la categoria de Millor Actriu de Repartimen d'una sèrie de comèdia.

Des de l'estrena de Hot in Cleveland, White ha participat en pel·lícules com You Again (2010) i ha doblat pel·lícules d'animació com The Lorax (2012) i Toy Story 4 (2019), on es feia un homenatge a diversos intèrprets de la seva generació. Entre el 2012 i el 2014, Betty White també va presentar i produir Betty White's Off Their Rockers, un programa basat en la sèrie belga Benidorm Bastards, on persones d'edat avançada es comporten com a joves i gasten bromes a nois i noies de generacions joves. Aquest programa va rebre tres nominacions als Emmy.

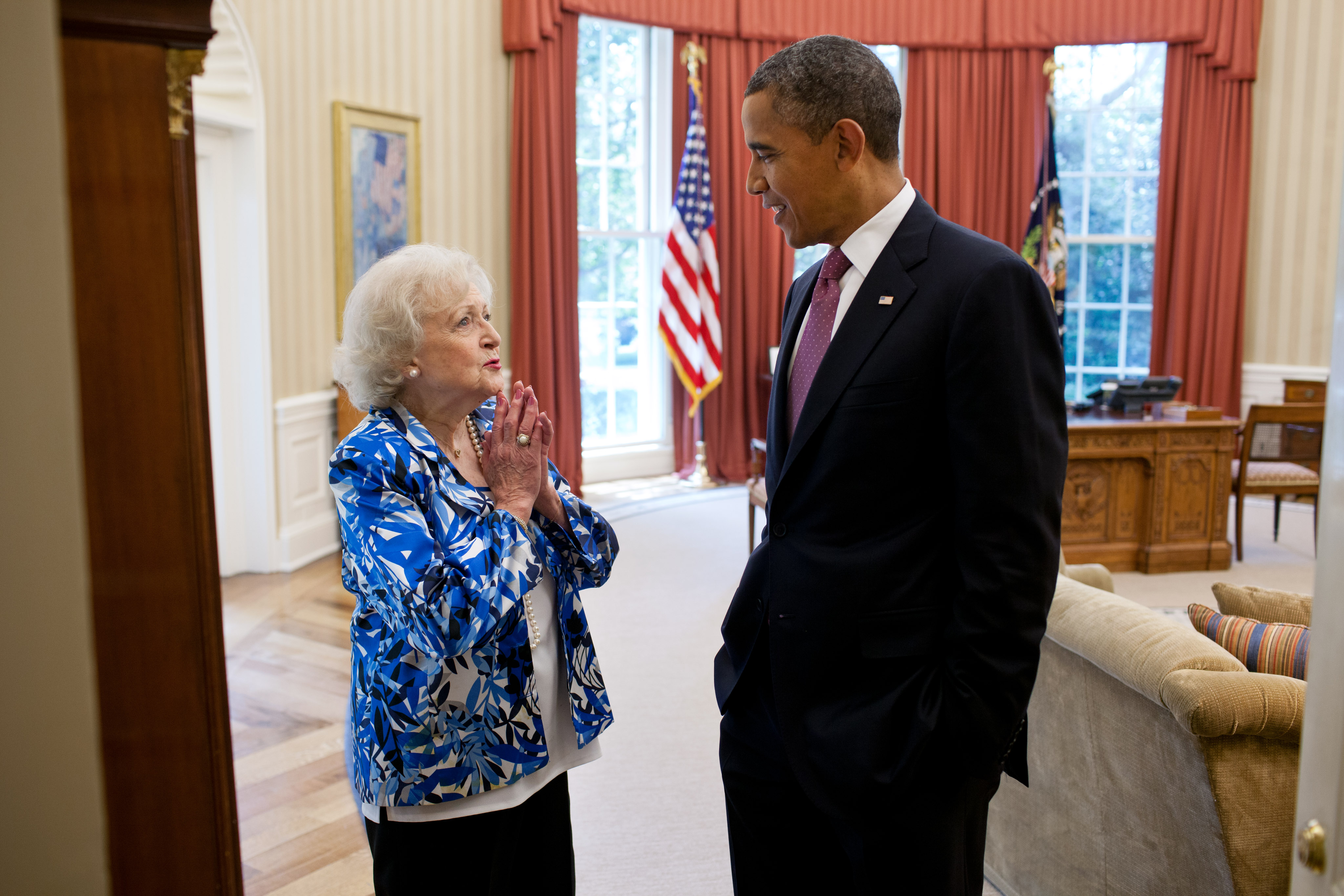
Betty White amb el President Barack Obama al Despatx Oval el juny de 2012

El 2010, l'actriu va llançar la seva pròpia línia de roba i el 2011 es va publicar un calendari de Betty White, amb fotos de la seva carrera i de l'actriu amb diversos animals. Els beneficis de totes les vendes, tant dels calendaris com de la roba, foren destinats a diverses organitzacions que lluiten pel benestar animal a les que l'actriu dona suport.
L'èxit de White va continuar el 2012 amb un Premi Grammy per l'enregistrament sonor del seu best-seller If You Ask Me (And of Course You Won't), publicat l'any anterior, i el Premi Jack Benny de la UCLA per la seva contribució significativa a la comèdia televisiva. El mateix any Betty White fou la protagonista d'un brindis còmic (en anglès, Roast) al New York Friars Club.
El 16 de gener de 2012, un dia abans del seu norantè aniversari, la NBC va emetre un programa especial dedicat a l'actriu amb el títol Betty White's 90th Birthday Party. El programa va comptar amb la participació de nombroses estrelles amb qui White havia treballat tots aquells anys i amb un missatge del llavors president Barack Obama. El 2013 la NBC celebrà de nou l'aniversari de l'actriu amb un altre programa especial amb amics de l'estrella que inclogueren la presència de l'expresident Bill Clinton; el programa fou emès el 5 de febrer.
El 18 d'agost de 2018, la cadena PBS va emetre un documental celebrant els 80 anys de carrera de White titulat Betty White: First Lady of Television. El documental, gravat durant deu anys, incloïa materials d'arxiu i entrevistes amb companys i amics de l'actriu.

## Vida personal
Betty White es va casar en tres ocasions. El primer cop el 1945 amb Dick Barker, un pilot de les Forces Aèries de l'Exèrcit dels Estats Units. El segon, el 1947 amb Lane Allen, un caçatalents de Hollywood, de qui es va divorciar el 1949. I el tercer, el 14 de juny de 1963, amb el presentador i estrella de la televisió Allen Ludden.
Ambdós s'havien conegut el 1961 al concurs Password, que Ludden presentava i on White participà, en diverses ocasions, com a estrella convidada. Es diu que Ludeen li va proposar matrimoni en dues ocasions abans que ella acceptés. Després del casament, l'actriu va canviar el seu nom pel de Betty White Ludden.
Allen Ludden va morir el 9 de juny de 1981 a Los Angeles a causa d'un càncer d'estómac. La parella no va tenir fills, però White va ser madrastra dels tres fills del primer matrimoni de Ludden amb Margaret McGloin Ludden, que també morí de càncer el 1961. Des de la mort de Ludden, White es va tornar a casar. En una entrevista amb Larry King, preguntada sobre aquest tema, l'actriu va respondre que "una vegada has tingut el millor, qui necessita res més?"

## Labor humanitària
Betty White va ser una entusiasta defensora del benestar animal que ha treballat amb nombroses associacions i organitzacions animalistes com la Comissió del Zoològic de Los Angeles, la Morris Animal Foundation, l'African Wildlife Foundation o Actors&Others for Animals.
Part del seu interès pel benestar i els drets dels animals ja li venia de jove, però s'incrementà a partir del programa The Pet Set que va produir i presentar a principis dels anys 70.
Des del 2009, White va ser presidenta emerita de la Morris Animal Foundation, de la qual va ser fideïcomissària des del 1971. Ha estat membre de la junta directiva de l'Associació del Zoològic de Los Angeles des del 1974 i, durant vuit anys, en va ser la seva presidenta.
Donant regular del Zoològic de Los Angeles, només el mes d'abril de 2008, White va donar gairebé 100.000$ a la institució d'acord amb el que recull Los Angeles Zoo & Botanical Garden's ZooScape Member Newsletter.

## Premis i honors

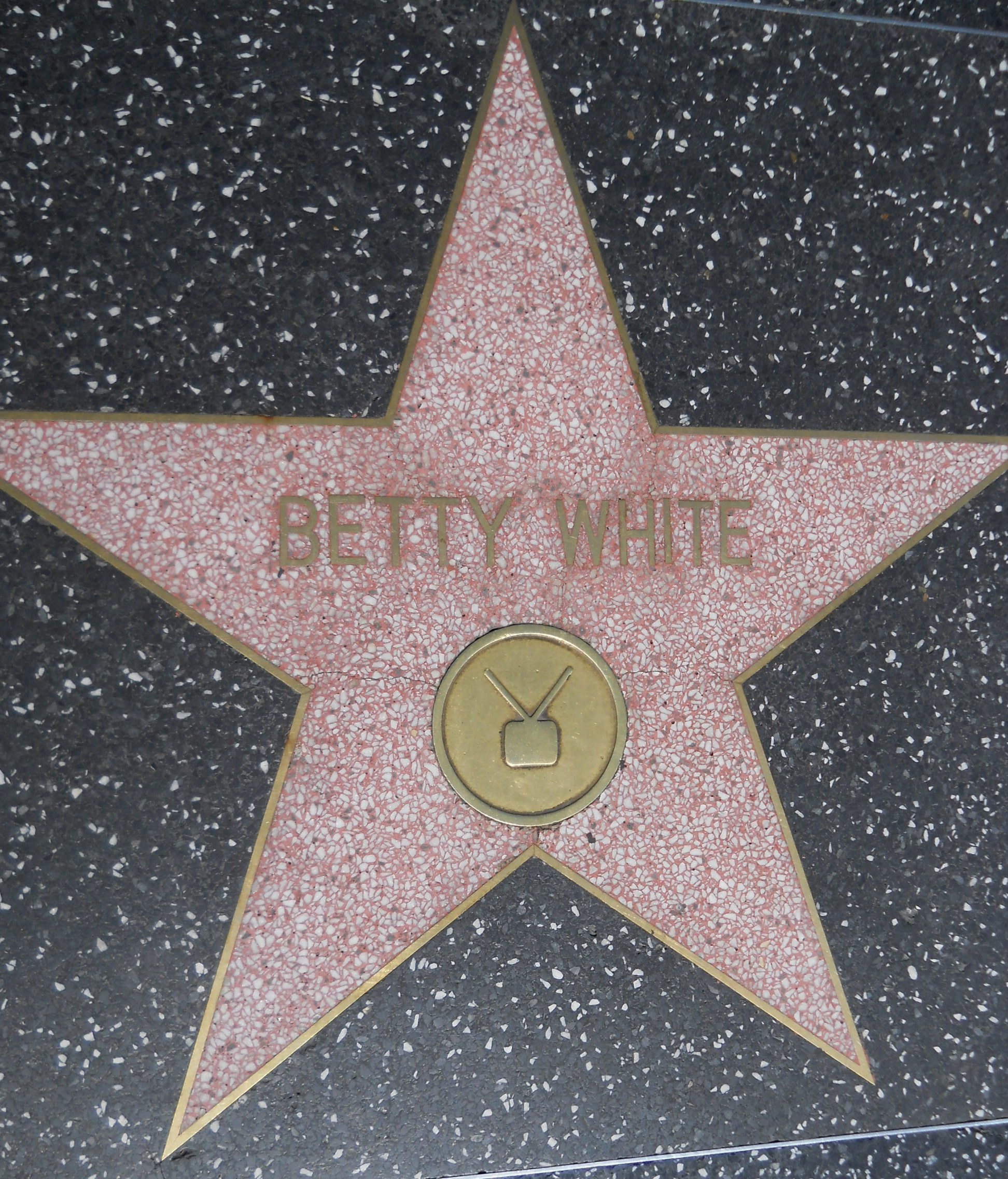
L'estrella de Betty White al Passeig de la Fama de Hollywood

Betty White ha estat nominada en vint-i-cinc ocasions als Premis Emmy i n'ha guanyat vuit: cinc Premis Primetime, dos Premis Daytime (inclòs el premi a tota una trajectòria que se li concedí el 2015) i un Premi Regional (LA) el 1952. White va ser l'única dona premiada amb totes les categories d'interpretació còmica dels Emmy, i també ostenta el rècord del període més llarg de nominacions als premis, la seva primera nominació va ser el 1951 i la seva darrera el 2014, més de 60 anys rebent nominacions als Emmy. També ha guanyat tres Premis American Comedy (inclòs el Premi a tota una trajectòria de 1990) i dos Premis Viewers for Quality Television. El 1995 va ingressar al Television Hall of Fame i té una estrella al Passeig de la Fama de Hollywood al costat de l'estrella del seu marit Allen Ludden.
L'American Veterinary Medical Associationa li va atorgar el Pemi Humane el 1987 per la seva feina benèfica envers els animals. El 2006 la ciutat de Los Angeles també li va reconèixer la seva tasca filantròpica amb els animals amb una placa de bronze a prop de l'exhibició dels goril·les del Zoològic de Los Angeles, durant la cerimònia de col·locació, la ciutat de Los Angeles la va nomenar la seva "Ambaixadora amb els Animals."
El 2009 White va rebre el Premi a tota una carrera de la Television Critics Association i Sindicat d'Actors de Cinema li concedí el seu Premi d'Honor. Li fou lliurat per l'actriu Sandra Bullock a la cerimònia que es dugué a terme al Shrine Auditorium de Los Angeles a principis del 2010. Aquell mateix any es va convertir en una Disney Legend juntament amb la resta de companyes, ja desaparegudes, de The Golden Girls. El 2010 fou escollida Artista de l'Any per l'Associated Press i ingressà al Saló de la Fama de Califòrnia.
El 9 de novembre de 2010, el Servei Forestal de l'USDA, va fer Betty White guarda forestal honorària, acomplint el seu somni de nena. White sempre havia volgut ser guarda forestal, però hi va renunciar de jove perquè en aquella època no s'acceptaven dones per a aquest ofici. Quan White va rebre aquest honor, més d'un terç dels membres del Servei Forestal dels EUA eren dones.
El gener del 2011 Betty White va guanyar un segon Premi del Sindicat d'Actors de Cinema com a Millor Actriu d'una sèrie de comèdia pel seu paper a Hot in Cleveland. I el 2012 va repetir guardó pel mateix paper.
L'octubre de 2011 la Universitat Estatal de Washington li concedí un grau honorífic i l'abric blanc de doctor a la gala de l'Associació Mèdica Veterinària Estatal de Washington.
El mateix 2011 una enquesta de Reuters i Ipsos va revelar que White era considerada pels estatunidencs com la celebritat més popular i fiable del país, per davant d'artistes com Denzel Washington, Sandra Bullock o Tom Hanks.